# Alexandra Târziu
Alexandra Târziu (n. 19 noiembrie 1937, România) este o scriitoare română stabilită în SUA.

## Biografie
A absolvit Liceul sanitar „Pitar Moș” din București în perioada 1953-1957. A lucrat ca asistentă medicală la diverse spitale din București și ca bibliotecară la Biblioteca Uniunii Scriitorilor. Debutează în revista Luceafărul  cu patru schițe: Cum aș fi vrut să ne despărțim, Cum ne-am despărțit, Cum credeam că o să ne despărțim și O sută de lei. În anul 1986, s-a stabilit în Statele Unite. Este soția publicistului american de origine română Andrei Brezianu.

## Opera
- Strada lui Petrică, București, 1966 (proză pentru copii)[2]
- Nu se poate preciza, Editura pentru Literatură (1967),
- Nu-mi pasă, roman (1969)
- Sperietoarea din Hors, Editura Cartea Românească (1979)
- Cel ce ne scapă, Editura Cartea Românească (1992),
- False obiecte prețioase, Editura Fundației Culturale Române (1998),
- America, pantoful Cenușăresei, Editura Alfa (2002),
- Fapte bune cu Lisa și alte 12 moralități, Editura Compania (2004),
- Libertatea peștilor captivi. Scene globale, Editura Compania, 2006,
- Încă mai ai timp să afli în ce să crezi, Editura Tracus Arte, 2008,
- Lista Lucrurilor Care Obsedează, Editura Semne, 2009,
- Sandale verzi. Întâmplări normale și paranormale, Editura Casa Cărții de Știință (2020).